# Fred Morrison
 (août 2019).
Si vous disposez d'ouvrages ou d'articles de référence ou si vous connaissez des sites web de qualité traitant du thème abordé ici, merci de compléter l'article en donnant les références utiles à sa vérifiabilité et en les liant à la section « Notes et références ».
Pour les articles homonymes, voir Morrison.
Fred Morrison est un joueur de cornemuse écossais, né en 1963 à Bishopton dans le Renfrewshire.
Il a joué professionnellement sur les Great Highland Bagpipes,les Scottish smallpipes, les Border pipes, les low whistles, les Northumbrian Smallpipes et les uilleann pipes. En plus de sa carrière solo, il a aussi joué avec des groupes comme le Clan Alba et Capercaillie. Tous ces albums furent acclamés par la critique. Il détient le record du plus grand nombre de trophées MacCrimmon lors du festival interceltique de Lorient, après avoir reçu le trophée dix fois.
En 2004, il a été élu « Instrumentaliste de l'année » dans les prix Scots Trad Music. 

## Discographie
Albums solo
- The Broken Chanter (1993)
- The Sound of the Sun (2000)
- Outlands (2009)
- Dunrobin Place (2012)

Fred Morrison et Jamie McMenemy
- Up South (2003)

Participations
- Celtic Colours (1998)
- Piping Up (2000)